# Ireneusz (Mihălcescu)

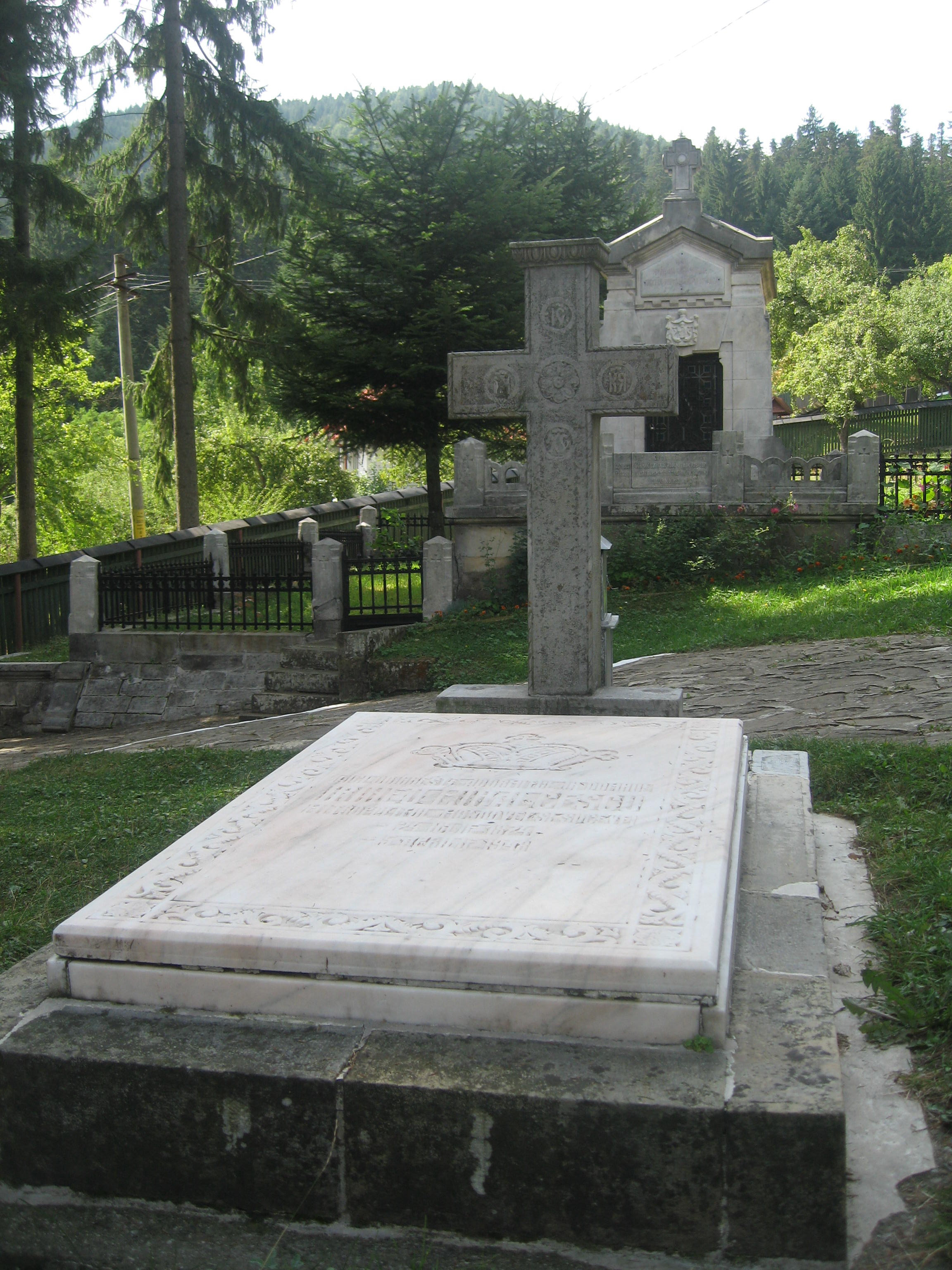
Nagrobek biskupa w monasterze Agapia

Ireneusz, imię świeckie Ioan Mihălcescu (ur. 24 kwietnia 1874 w Valea Viei, zm. 3 kwietnia 1948 w monasterze Agapia) – rumuński biskup prawosławny.

## Życiorys
Był synem kapłana prawosławnego Ioana Mihălcescu i jego małżonki Eleny, szóstym z dziesięciorga dzieci. Ukończył gimnazjum w Buzău, a następnie rozpoczął w tym samym mieście naukę w seminarium duchownym. Po roku nauki przeniósł się do seminarium w Bukareszcie, które ukończył w 1895. W 1899 ukończył studia w zakresie teologii prawosławnej na Uniwersytecie Bukareszteńskim; pracę końcową poświęcił soborowi efeskiemu. Będąc jeszcze studentem, został zatrudnionym w seminarium duchownym w Bukareszcie jako lektor języka greckiego; w tym charakterze pracował od 1894 do 1900. W 1903 obronił na Uniwersytecie w Lipsku doktorat z filozofii. Od 1904 był profesorem nadzwyczajnym, zaś od 1908 – profesorem zwyczajnym Uniwersytetu Bukareszteńskiego. Do 1939 prowadził pracę naukową w ramach katedry teologii dogmatycznej i symbolicznej. W latach 1927–1929 oraz 1933–1936 był dziekanem wydziału teologicznego; w roku akademickim 1926–1927 kierował wydziałem teologicznym Uniwersytetu Kiszyniowskiego.
W 1923 Ioan Mihălcescu został wyświęcony na białego (żonatego) duchownego. Święceń kapłańskich udzielił mu metropolita-zwierzchnik Rumuńskiego Kościoła Prawosławnego Miron. W 1936, po śmierci żony, duchowny złożył wieczyste śluby mnisze i przyjął imię zakonne Ireneusz.
Jeszcze w tym samym roku otrzymał godność archimandryty, zaś 17 października 1936 został wyświęcony na biskupa pomocniczego archieparchii Bukaresztu z tytułem biskupa Târgoviște.

### Biskup
29 listopada 1939 został wybrany na metropolitę Mołdawii i 17 grudnia tego samego roku uroczyście intronizowany w soborze katedralnym w Jassach. Na katedrze pozostawał w 1947, gdy pod naciskiem władz komunistycznych odszedł z urzędu. Ostatni rok życia spędził w żeńskim monasterze Agapia. Tam też został pochowany.
Autor szeregu publikacji (monografii, podręczników akademickich) z zakresu prawosławnej teologii dogmatycznej i apologetyki, historii, jak również szkolnych podręczników do nauki religii. Przełożył na język rumuński (z przekładu francuskiego) Epos o Gilgameszu i Bhagawadgitę.